# Lycianthes caucaensis
Lycianthes caucaensis är en potatisväxtart som beskrevs av Friedrich August Georg Bitter. Lycianthes caucaensis ingår i Himmelsögonsläktet som ingår i familjen potatisväxter. Inga underarter finns listade i Catalogue of Life.